# 1985 CP2
1985 CP2 är en asteroid i huvudbältet som upptäcktes den 15 februari 1985 av den belgiske astronomen Henri Debehogne vid La Silla-observatoriet.
Asteroiden har en diameter på ungefär 4 kilometer och den tillhör asteroidgruppen Nysa.